# Steinkiste von Udsholt Strand

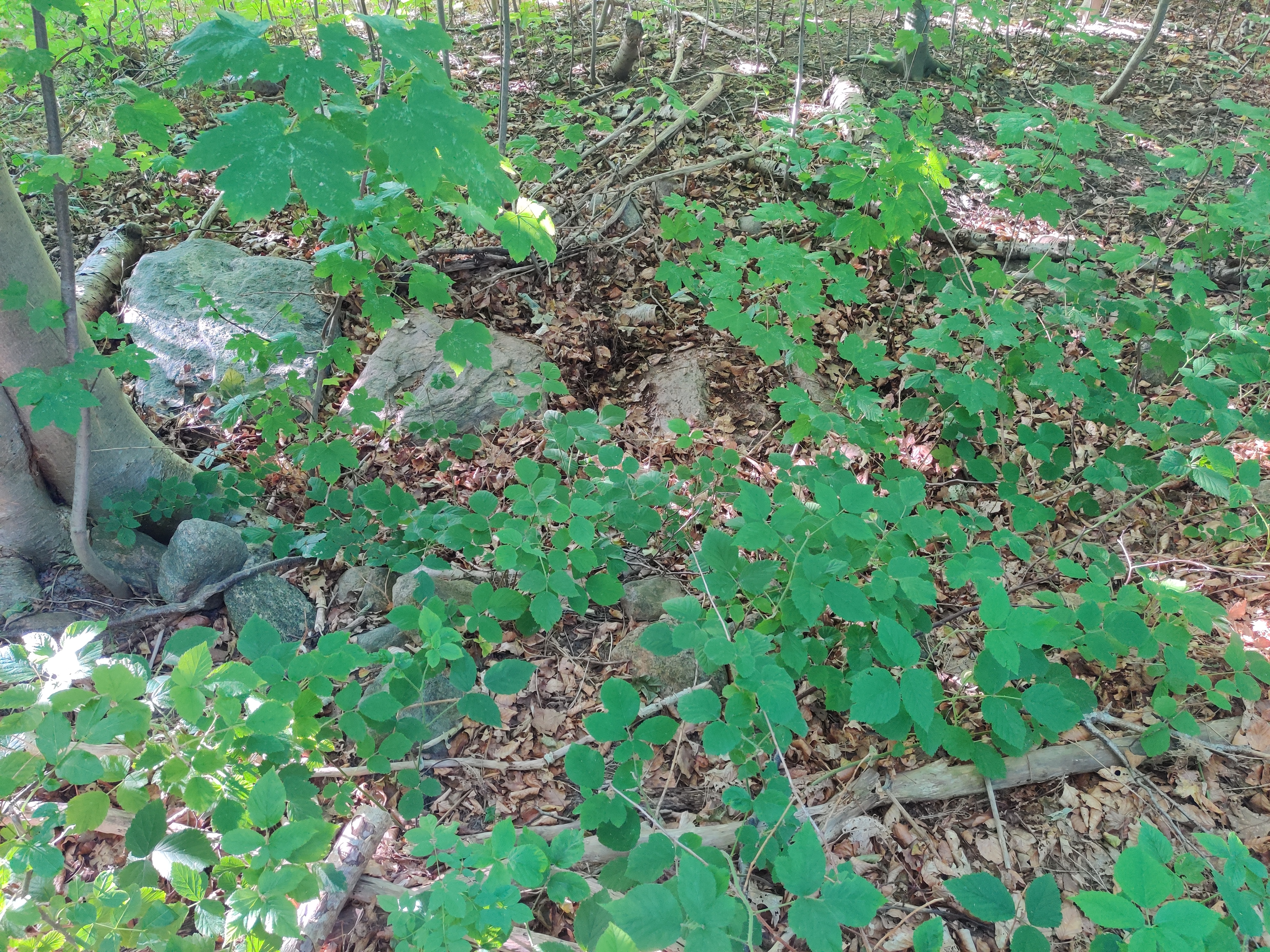
Steinkiste von Udsholt Strand

Die Steinkiste von Udsholt Strand liegt nahe der Nordküste der dänischen Insel Seeland nördlich von Blistrup bei Hillerød.
In der Mitte des etwa 0,5 m hohen Hügels von etwa 10,0 m Durchmesser liegt eine ost-west-orientierte Steinkiste (dänisch Hellekiste) aus sechs Steinen auf jeder Längsseite und einem Block für jede kurze Seite. Die Kiste hat eine Länge von etwa 2,65 m. Ihre Breite beträgt etwa 0,6 m. Sie wurde im Jahre 1910 von Thomas Thomsen vom Nationalmuseum ausgegraben.